# A-5076
La A-5076 es una carretera perteneciente a la Red Complementaria de Andalucía de la provincia de Huelva, España, que comunica la  N-431  a su paso por Lepe con La Antilla.